# Jürgen Barth
Jürgen Barth (n. 10 decembrie 1947, Thum, Saxonia, Germania) este un inginer și fost pilot german. Câștigător al cursei celor 24 de ore de la Le Mans în 1977, este fiul pilotului de Formula 1 Edgar Barth.
A participat la cursa de 24 de ore de la Le Mans în 1972 într-un Porsche din clasa Grand Touring aparținând lui Mickael Keyser pentru echipa lui Louis Meznarie, terminând apoi pe locul 13, în special fiind asociat Sylvain Garant. Porsche 911S 2.5L Flat -6 era atunci primul în categoria GTS -3L și singurul care termina cursa.
În 1977, chiar dacă nu a obținut niciun succes în campionatul mondial, a câștigat cursa de 24 de ore de la Le Mans cu Jacky Ickx și Hurley Haywood (pe un Porsche 936).
Barth este coautor al cărții despre istoria curselor Porsche, Das große Buch der Porschetypen, iar mai târziu va ajuta la crearea BPR Global GT Series.

## Rezultate în cursa de 24 de ore de la Le Mans

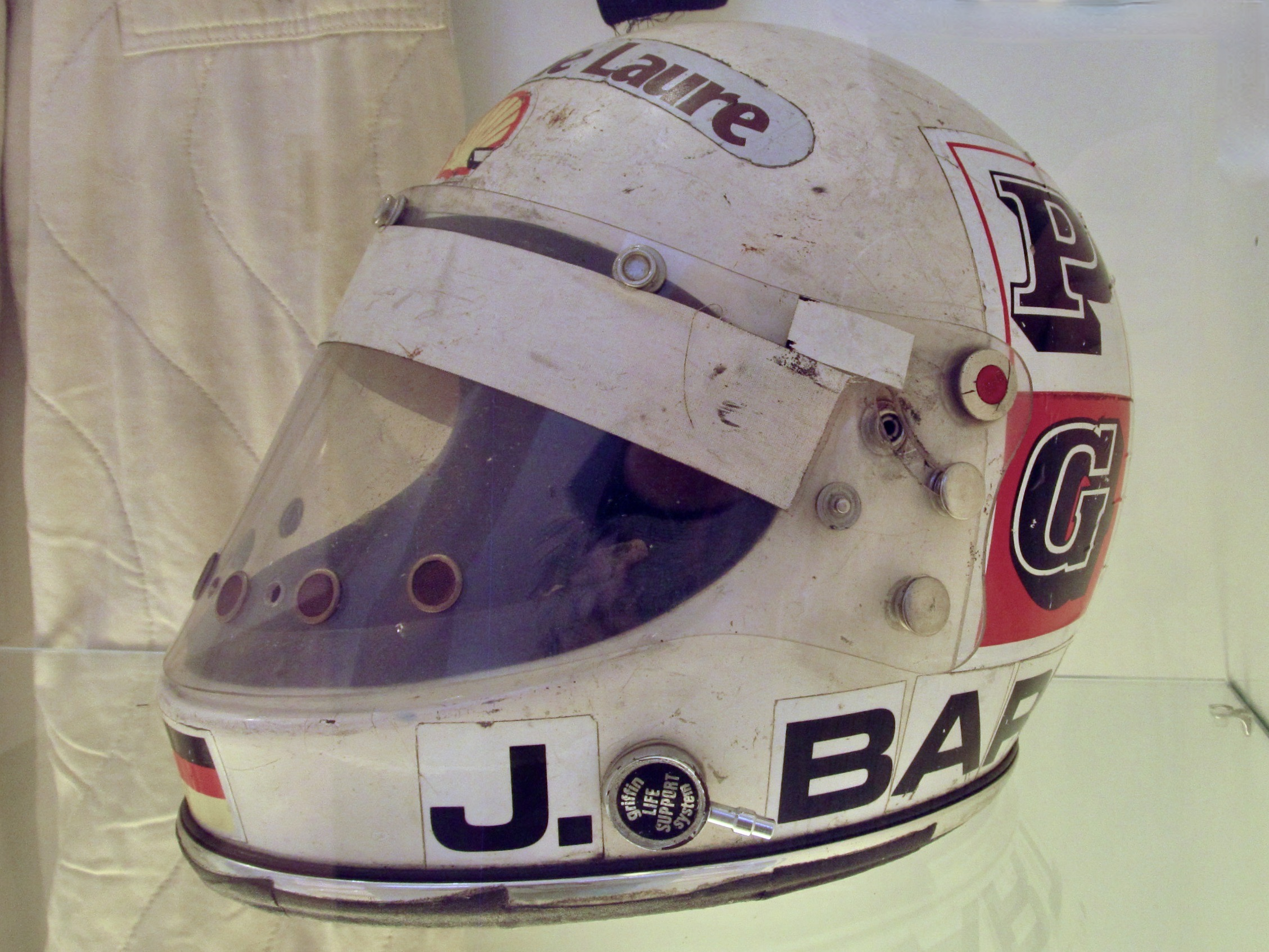
Casca de curse a lui Jürgen Barth de la Muzeul Prototyp, Hamburg, Germania.

| An   | Echipa                                        | Copilot                       | Mașina                  | Clasa    | Laps | Pos. | Class Pos. |
| ---- | --------------------------------------------- | ----------------------------- | ----------------------- | -------- | ---- | ---- | ---------- |
| 1971 | René Mazzia                                   | René Mazzia                   | Porsche 911EC           | GT +2.0  | 303  | 8    | 2          |
| 1972 | Louis Meznarie                                | Sylvain Garant Michael Keyser | Porsche 911 S           | GT 3.0   | 285  | 13   | 1          |
| 1973 | Echipa Gelo Racing                            | Georg Loos                    | Porsche 911 Carrera RSR | GT 3.0   | 311  | 10   | 2          |
| 1974 | Echipa Polifac Gelo Racing                    | Franz Pesch                   | Porsche 911 Carrera RSR | GT       |      | DNF  | DNF        |
| 1975 | Ovoro Joest Racing                            | Mario Casoni Reinhold Jöst    | Porsche 908 LH          | S 3.0    | 325  | 4th  | 4th        |
| 1976 | Martini Racing Joest                          | Reinhold Jöst                 | Porsche 936 Spyder      | S 3.0    |      | DNF  | DNF        |
| 1977 | Martini Racing Porsche System                 | Jacky Ickx Hurley Haywood     | Porsche 936/77          | S +2.0   | 342  | 1    | 1          |
| 1978 | Martini Racing Porsche System                 | Bob Wollek Jacky Ickx         | Porsche 936/78          | S +2.0   | 364  | 2    | 2          |
| 1979 | Essex Motorsport Porsche                      | Jacky Ickx Brian Redman       | Porsche 936             | S +2.0   | 200  | DNF  | DNF        |
| 1980 | Porsche System                                | Manfred Schurti               | Porsche 924 Carrera GT  | GTP      | 316  | 6    | 3          |
| 1981 | Porsche System                                | Walter Röhrl                  | Porsche 944 LM          | GTP +3.0 | 323  | 7    | 1          |
| 1982 | Rothmans Porsche System                       | Al Holbert Hurley Haywood     | Porsche 956             | C        | 340  | 3    | 3          |
| 1993 | Monaco Media International Larbre Compétition | Joël Gouhier Dominique Dupuy  | Porsche 911 Carrera RSR | GT       | 304  | 15th | 1          |